# 萓沼紀子
萓沼 紀子（かやぬま のりこ、1940年1月28日 - ）は、日本近世文学研究者、元作新学院大学短期大学教授。
北海道大学卒、同大学院中退。1997年東京大学大学院で「安藤昌益の学問と信仰」により文学博士。作新学院大学短期大学部教授を務めた。

## 著書
- 秋成文学の世界 笠間書院 1979.3
- 女の座標 古典と現代の間 汐文社 1983.11
- 渡来の祭り 前田憲二共著 風書房・藝術新聞社、1991.12
- 安藤昌益の学問と信仰 勉誠社 1996.5
- 安藤昌益からの贈り物 石垣忠吉の物語 東方出版 2001.1